# 埃斯特河
53°32′11″N 9°47′28.5″E / 53.53639°N 9.791250°E

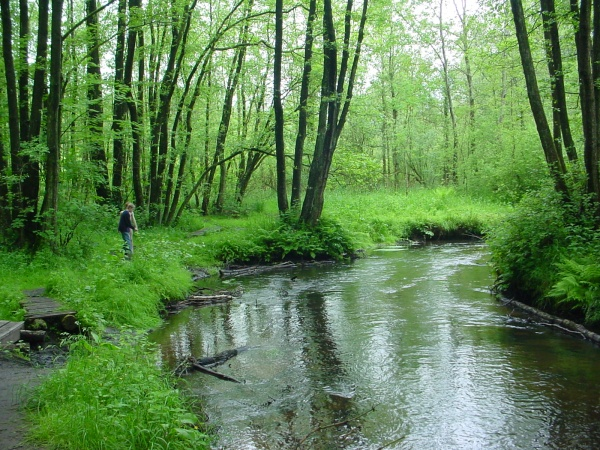
埃斯特河

埃斯特河（德語：Este），是德國的河流，位於該國北部，流經下薩克森州和漢堡，屬於易北河的左支流，河道全長64公里，流域面積361平方公里，發源自施內沃丁根。

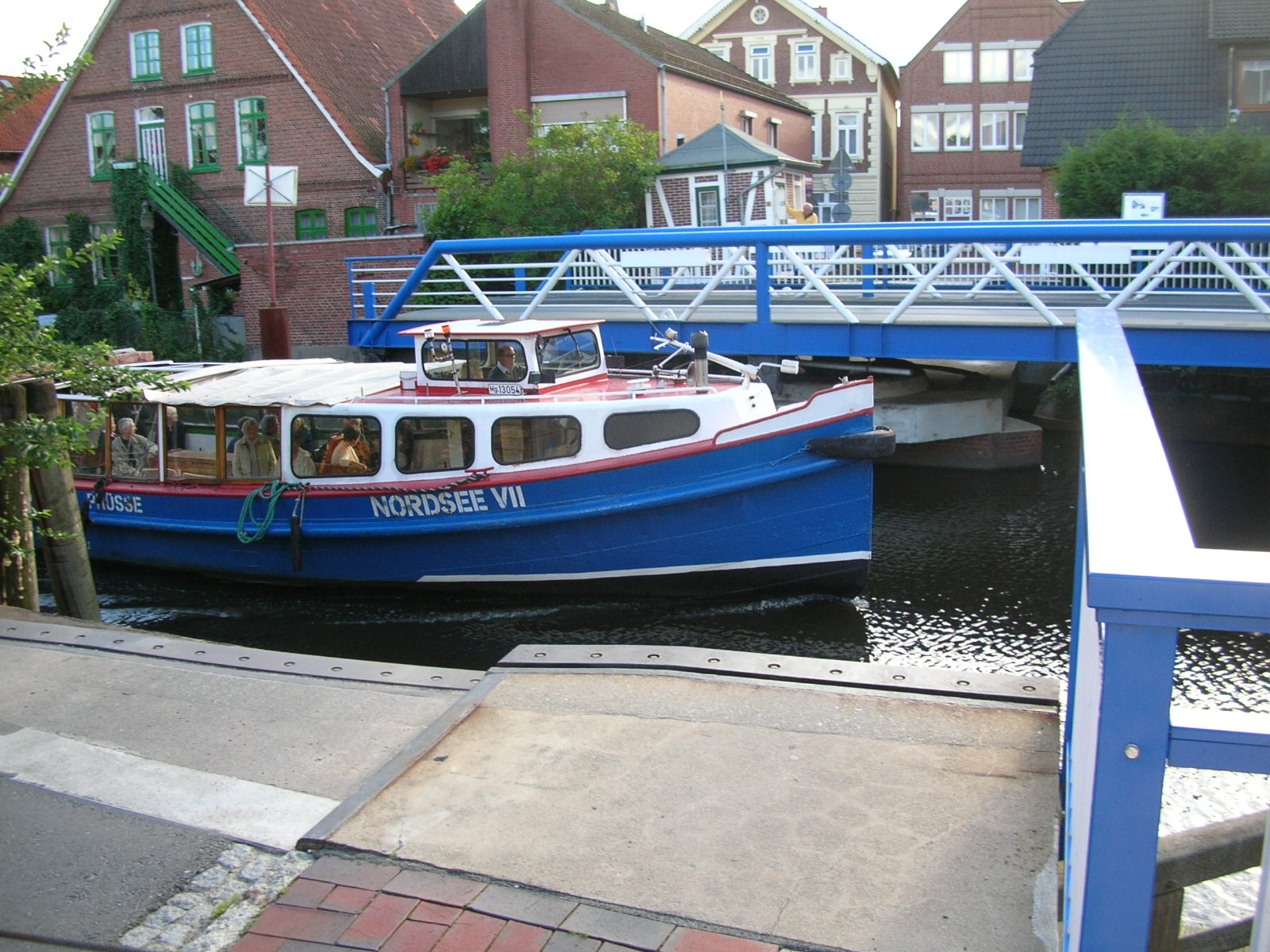
河上觀光船